# Paitobius arienus
Paitobius arienus är en mångfotingart som först beskrevs av Chamberlin 1911.  Paitobius arienus ingår i släktet Paitobius och familjen stenkrypare. Inga underarter finns listade i Catalogue of Life.